# Baeksang Arts Awards
Ocenění Baeksang Arts Awards, známé také jako Paeksang Arts Awards, je každoročně od roku 1965 slavnostním vyznamenáním pořádaným společností IS PLUS Corp., vydavatelem Ilgan Sports. Je to největší pocta v oblasti jihokorejského zábavního průmyslu a získání pozornosti veřejnosti toho nejlepšího z korejských filmů, televize a divadla. Předávání ocenění bylo založeno Čangem Kej-joungem, zakladatelem novin Hankuk Ilbo  , jehož pseudonym byl „Baeksang“. Ceremoniál se obvykle koná v dubnu nebo květnu v Soulu.
Každoroční slavnostní předávání cen je jednou z nejprestižnějších ceremonií v Koreji spolu s cenami Blue Dragon Film Awards a Grand Bell Awards .

## Kategorie v oblasti filmu

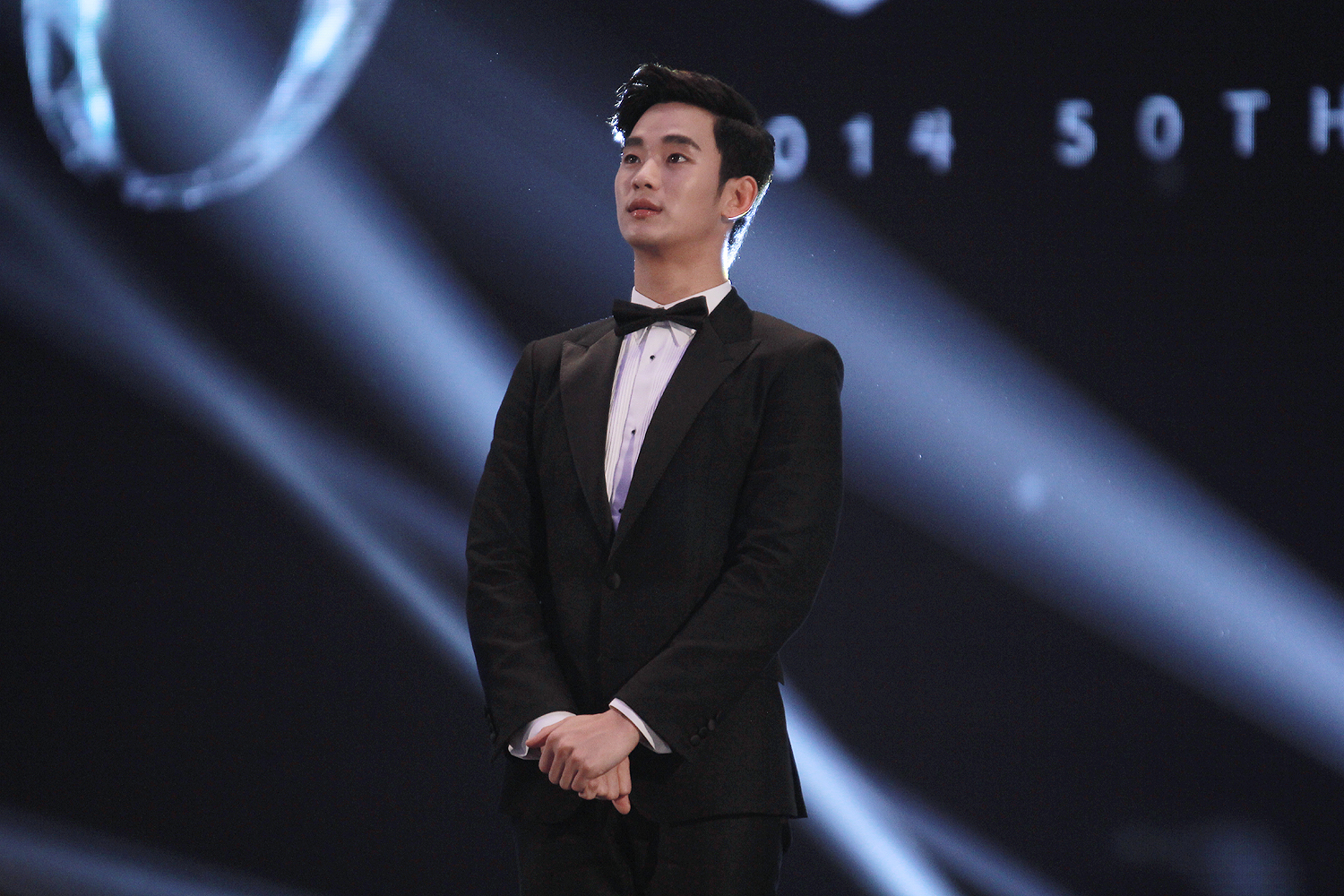
Kim Su-hjon na 50. udílení cen Baeksang Arts Awards 2014 získal cenu v kategorii Nejlepší nový herec v oblasti filmu

- Velká cena
- Nejlepší film
- Nejlepší režisér
- Nejlepší herec
- Nejlepší herečka
- Nejlepší herec ve vedlejší roli
- Nejlepší herečka ve vedlejší roli
- Nejlepší scénář
- Nejlepší nový režisér
- Nejlepší nový herec
- Nejlepší nová herečka
- Nejoblíbenější herec
- Nejoblíbenější herečka

## Kategorie v oblasti TV
- Velká cena
- Nejlepší drama
- Nejlepší vzdělávací show
- Nejlepší zábavní program
- Nejlepší režisér
- Nejlepší herec
- Nejlepší herečka
- Nejlepší herec ve vedlejší roli
- Nejlepší herečka ve vedlejší roli
- Nejlepší scénář
- Nejlepší nový režisér
- Nejlepší Variety Performer - Muž
- Nejlepší Variety Performer - žena
- Nejlepší nový herec
- Nejlepší nová herečka
- Nejoblíbenější herec
- Nejoblíbenější herečka